# Campionato europeo femminile di pallacanestro Under-18 1994
Il Campionato europeo femminile di pallacanestro Under-18 1994 (noto anche come FIBA EuroBasket Women Under-18 1994) si è svolto in Bulgaria, a Veliko Tărnovo.

## Classifica finale
| Campione d'Europa | Campione d'Europa | Campione d'Europa |
| ----------------- | ----------------- | ----------------- |
| Italia            |                   |                   |
| Argento           | Spagna            |                   |
| Bronzo            | Ungheria          |                   |
| 4.                | Russia            |                   |
| 5.                | Francia           |                   |
| 6.                | Slovacchia        |                   |
| 7.                | Romania           |                   |
| 8.                | Bulgaria          |                   |
| 9.                | Grecia            |                   |
| 10.               | Rep. Ceca         |                   |
| 11.               | Belgio            |                   |
| 12.               | Polonia           |                   |